# Hod

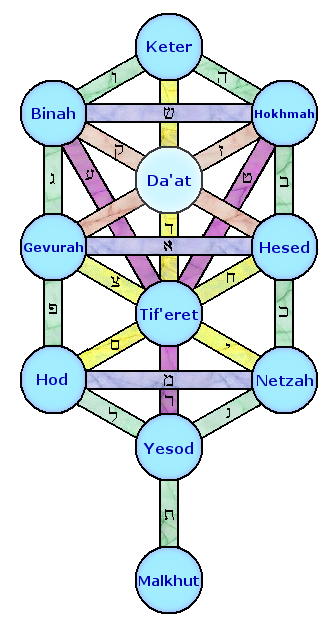
Versión del "Árbol de la Vida" basada en el Bahir, pero con los Sephiroth etiquetados con letras latinas, y mostrando a Keter y a Da'ath.

Hod ("Majestad"; הוד) en cábala es la octava sefirá del Árbol de la vida. Deriva de hod הוד que en idioma hebreo significa "majestad" o "esplendor" y denota tanto "alabanza" como "sumisión". Hod está situada bajo Gevurá. Todas las sefirot están relacionadas con diferentes partes del cuerpo, y netzach y hod están relacionadas con los pies de la persona: pie derecho y pie izquierdo.
El arcángel de esta sefira es Miguel, y los Beni Elohim el orden angelico.

### Judías
- Bahir, traducido por Aryeh Kaplan (1995). Aronson. (ISBN 1-56821-383-2)
- Lessons in Tanya
- Kabbalah 101: Netzach and Hod Archivado el 15 de mayo de 2008 en Wayback Machine.

### No judías
- 777, Aleister Crowley (1955). Red Wheel/Weiser. (ISBN 0-87728-670-1)